# كولن كيلي
كولن كيلي (بالإنجليزية: Colin Kelly)‏ هو عسكري أمريكي، ولد في 11 يوليو 1915 في ماديسون في الولايات المتحدة، وتوفي في 10 ديسمبر 1941 بسبب قتل في المعركة.